# Supercool - Strafigo per un giorno
Supercool - Strafigo per un giorno (Supercool) é un film finnico-statunitense-canadese del 2021 diretto da Teppo Airaksinen.

## Trama
L'amicizia tra Neil e Gilbert viene messa a dura prova quando Neil esprime un desiderio magico che si avvera. Con l'aiuto del vicino di casa di Neil, Jimmy e delle idee di Gilbert, Neil sopravvive ad una notte epica.